# Liste der Monuments historiques in Saint-Forget
Die Liste der Monuments historiques in Saint-Forget führt die Monuments historiques in der französischen Gemeinde Saint-Forget auf.

## Liste der Bauwerke
| Bezeichnung       | Beschreibung | Standort | Kennzeichnung | Schutzstatus | Datum | Bild           |
| ----------------- | ------------ | -------- | ------------- | ------------ | ----- | -------------- |
| Kapelle St-Gilles |              | (Lage)   | PA78000018    | Inscrit      | 2003  | weitere Bilder |
| Schloss Mauvières |              | (Lage)   | PA00087601    | Inscrit      | 1968  | weitere Bilder |
| Friedhofskreuz    |              | (Lage)   | PA00087602    | Inscrit      | 1966  | weitere Bilder |

## Liste der Objekte
- Monuments historiques (Objekte) in Saint-Forget in der Base Palissy des französischen Kultusministeriums